# Власенко, Анатолий Александрович
Анатолий Александрович Власенко (род. 1 января 1935) — советский партийный деятель.

## Биография
Родился 1 января 1935 года на хуторе Каневецкий Белореченского района Краснодарского края. С 1950 года работал матросом, плотником, столяром-станочником в Новороссийске. В 1954—1957 годах проходил службу в Советской Армии. Демобилизовавшись, работал заведующим колхозным клубом. Позднее окончил Новочеркасскую совпартшколу и работал на комсомольских и партийных должностях в Краснодарском крае.
В 1969 году окончил Кубанский сельскохозяйственный институт, в 1974 году — Высшую партийную школу при ЦК КПСС. С 1986 года заведовал сектором отдела сельского хозяйства и пищевой промышленности ЦК КПСС.
19 мая 1987 года был избран первым секретарём Смоленского обкома КПСС. Избирался народным депутатом Съезда народных депутатов СССР. Полностью поддерживал политику М. С. Горбачёва, старыми партийно-хозяйственными работниками воспринимался крайне негативно.
29 мая 1990 года переведён на работу в Москву членом Президиума Комитета Партийного Контроля при ЦК КПСС, руководил постоянной комиссией ЦКК Коммунистической Партии РСФСР. После распада СССР продолжал жить в Москве.
Был награждён орденами Октябрьской Революции и Трудового Красного Знамени, медалью.